# Regno delle Ryūkyū
Il Regno delle Ryūkyū (ryukyuano: 琉球國 Rūchū-kuku, 琉球王国 Ryūkyū-ō-koku, 琉球國T, LiúqiúguóP) fu un regno che governò la maggior parte delle Isole Ryukyu dal XV al XIX secolo. I sovrani delle Ryūkyū unificarono l'Isola di Okinawa ed estesero il regno alle Isole Amami, nell'odierna prefettura di Kagoshima, e alle Isole Sakishima vicino a Taiwan. Malgrado le sue piccole dimensioni, il regno giocò un ruolo centrale nelle reti commerciali marittime dell'Asia orientale e sudorientale medievale.

## Storia

### Origini del Regno
Nel XIV secolo, piccoli domini sparsi sull'Isola di Okinawa furono unificati in tre principati: Hokuzan (北山? Montagna settentrionale), Chūzan (中山? Montagna centrale) e Nanzan (南山? Montagna meridionale). Questo fu conosciuto come il periodo dei Tre Regni o periodo Sanzan (三山, Tre Montagne). Hokuzan, che costituiva gran parte della metà settentrionale dell'isola, era il più grande in termini di superficie e militarmente forte, ma era economicamente il più debole dei tre. Nanzan comprendeva la porzione meridionale dell'isola. Chūzan era situato al centro dell'isola, ed era il più forte economicamente. La sua capitale politica di Shuri confinava con il grande porto commerciale di Naha e con il centro della cultura tradizionale cinese, Kumemura. Queste località, e Chūzan nel suo complesso, avrebbero continuato a formare il centro del Regno delle Ryūkyū fino alla sua abolizione.
Questi tre principati, o federazioni tribali, guidati dai principali capi, si combatterono e alla fine Chūzan emerse vittoriosa e i suoi capi furono ufficialmente riconosciuti dalla Cina come re di diritto su quelli di Nanzan e di Hokuzan, conferendo in tal modo una grande legittimazione alle loro rivendicazioni, se non la vittoria totale. Il sovrano di Chūzan passò il suo trono al re Hashi; Hashi conquistò Hokuzan nel 1416 e Nanzan nel 1429, unificando per la prima volta l'isola di Okinawa, e fondò la prima dinastia Shō. Hashi ricevette il soprannome "Shang" dall'imperatore Ming nel 1421, divenendo noto come Shang Bazhi (尚巴志).
Shang Bazhi adottò il sistema gerarchico della corte cinese, edificò il castello di Shuri facendo della città la sua capitale, e costruì il porto di Naha. Nel 1469, il re Shō Toku morì senza un erede maschio; un servitore palatino dichiarò di essere il figlio adottivo di Toku e ottenne l'investitura cinese. Questo pretendente, Shō En, diede inizio alla seconda dinastia Shō. L'età d'oro delle Ryūkyū avvenne durante il regno di Shō Shin, il secondo re di tale dinastia, che regnò dal 1478 al 1526.
Il regno estese la sua autorità sulle isole più meridionali dell'arcipelago delle Ryukyu entro la fine del XV secolo, ed entro il 1571 anche le Isole Amami-Ōshima a nord, vicino a Kyūshū, furono incorporate nel regno. Mentre nelle Isole Amami-Ōshima il sistema politico del regno era adottato e l'autorità di Shuri riconosciuta, tuttavia, l'autorità reale sulle Isole Sakishima a sud rimase per secoli al livello di una relazione tributario-sovrano.

### Età d'oro del commercio marittimo
Per quasi duecento anni, il Regno delle Ryūkyū prosperò come un attore chiave del commercio marittimo con l'Asia sud-orientale e orientale. Essenziale per le attività marittime era la continuazione della relazione tributaria con la Cina della dinastia Ming, cominciata da Chūzan nel 1372, e sfruttata dai tre regni okinawani che l'avevano preceduto. La Cina forniva navi per le attività commerciali marittime delle Ryūkyū, consentiva a un numero limitato di Ryukyuani di studiare all'Accademia Imperiale di Pechino, e riconosceva formalmente l'autorità del re di Chūzan, permettendo al regno di commerciare ufficialmente nei porti Ming. Le navi ryukyuane, in tal modo, commerciavano in porti attraverso tutta la regione, facendo scalo in porti in Corea, Cina e Giappone, come pure in Siam, Malacca, Giava, Sumatra, Annam (Vietnam), Pattani e Palembang, tra gli altri.
I prodotti giapponesi — argento, spade, ventagli, lacche, paraventi — e quelli cinesi — erbe medicinali, monete coniate, ceramica lucida, broccati, tessuti — erano scambiati nel regno con prodotti dell'Asia sud-orientale — legno sappan, corno di rinoceronte, latta, zucchero, ferro, ambra grigia, avorio indiano e franchincenso arabo. Complessivamente, 150 viaggi tra il regno e l'Asia sud-orientale su navi ryukyuane furono annotati nel Rekidai Hōan, un registro ufficiale di documenti diplomatici compilato dal regno, che ebbero luogo tra il 1424 e gli anni e il 1630, con 61 di essi diretti in Siam, 10 a Malacca, 10 a Pattani e 8 a Java, tra gli altri.
La politica cinese dello hai jin (海禁, «divieti del mare»), che limitava il commercio con la Cina agli stati tributari e a quelli con autorizzazione formale, insieme al trattamento preferenziale accordato dalla corte Ming alle Ryūkyū, permise al regno di fiorire e prosperare approssimativamente per 150 anni. Alla fine del XVI secolo, tuttavia, la prosperità commerciale del regno cadde in declino. Tra altri fattori, il venire meno della minaccia dei wokou («pirati giapponesi») portò alla perdita graduale del trattamento preferenziale cinese; il regno soffrì anche per l'accresciuta concorrenza marittima degli Europei.

### Invasione giapponese e subordinazione

L'edificio principale del castello di Shuri

Intorno al 1590, Toyotomi Hideyoshi pretese che il Regno delle Ryūkyū lo appoggiasse nella sua campagna per la conquista della Corea; in caso di successo, Hideyoshi si sarebbe mosso successivamente contro la Cina. Siccome il Regno delle Ryūkyū era uno stato tributario della dinastia Ming, la richiesta fu rifiutata. Lo shogunato Tokugawa che emerse dopo la caduta di Hideyoshi autorizzò la famiglia Shimazu — signori feudali del dominio di Satsuma (attualmente prefettura di Kagoshima) — a inviare una forza di spedizione per conquistare le Ryūkyū. L'invasione ebbe luogo nel 1609. L'occupazione fu abbastanza rapida, incontrando un minimo di resistenza armata, e il re Shō Nei fu portato prigioniero nel dominio di Satsuma e successivamente a Edo (odierna Tokyo). Quando fu liberato, due anni dopo, il Regno delle Ryūkyū ottenne una certa autonomia; Satsuma però mantenne il controllo di alcuni territori del Regno delle Ryūkyū, in particolare l'arcipelago Amami-Ōshima, che furono incorporati nel dominio di Satsuma e rimangono ancora oggi parte della Prefettura di Kagoshima, anziché di Okinawa.
Il Regno delle Ryūkyū si trovava in un periodo di «duplice subordinazione» al Giappone e alla Cina, nel quale le sue relazioni tributarie erano mantenute tanto con lo shogunato Tokugawa che con la corte cinese Ming. Dal momento in cui la Cina proibì il commercio con il Giappone, il dominio di Satsuma, con la benedizione del bakufu (shogunato) Tokugawa, usò le relazioni commerciali tradizionali del Regno delle Ryūkyū per continuare a mantenere relazioni commerciali con la Cina. Considerando che il Giappone aveva precedentemente troncato i legami con la maggior parte dei paesi europei a eccezione degli Olandesi, tali relazioni commerciali si rivelarono particolarmente cruciali sia per il bakufu Togukawa sia per lo han Satsuma, che avrebbero usato il potere e l'influenza guadagnati in tal modo per aiutare a rovesciare lo shogunato negli anni 1860.
Il re ryūkyūano era un vassallo del daimyo di Satsuma, ma la sua terra non era considerata parte di alcuna divisione amministrativa o han (feudo): fino all'annessione formale delle isole e all'abolizione del regno nel 1879, le Ryūkyū non furono considerate veramente parte del Giappone, e i Ryūkyūani non furono considerati giapponesi. Benché tecnicamente sotto il controllo di Satsuma, a Ryūkyū era concesso un notevole grado di autonomia, per meglio servire gli interessi del daimyō di Satsuma e quelli dello shogunato, commerciando con la Cina. Ryūkyū era uno stato tributario della Cina, e poiché il Giappone non aveva alcuna relazione diplomatica formale con la Cina, era essenziale che Pechino non si rendesse conto che Ryūkyū era controllato dal Giappone. Così, ironicamente, Satsuma — e lo shogunato — era obbligato a tenere le mani lontane da qualsiasi azione volta a occupare visibilmente o violentemente Ryūkyū o a controllare le sue politiche e le sue leggi. La situazione beneficiava tutte e tre le parti coinvolte — il governo reale delle Ryūkyū, il daimyo di Satsuma e lo shogunato — quanto bastava perché fosse loro interesse far sembrare Ryūkyū il più possibile una nazione distinta e straniera. Ai Giapponesi era proibito visitare Ryūkyū senza il permesso dello shogunato, e ai Ryūkyūani era proibito adottare nomi, abiti o costumi giapponesi. Era addirittura proibito loro mostrare la loro conoscenza della lingua giapponese durante i loro viaggi a Edo; la famiglia Shimazu, del daimyo di Satsuma, acquistò grande prestigio allestendo uno spettacolo con una parata del re, dei suoi ufficiali e di altre persone di Ryūkyū che attraversavano la città di Edo. Come unico han ad avere un re e un intero regno come vassalli, Satsuma ottenne significativi vantaggi dall'esoticità di Ryūkyū, rafforzata dal fatto di essere un regno separato.
Quando il commodoro Matthew Calbraith Perry fece rotta per il Giappone per costringerlo ad aprire le relazioni commerciali con gli Stati Uniti nel 1853, si fermò innanzi tutto nelle Ryūkyū, come avevano fatto molti marinai occidentali prima di lui, e costrinse il Regno delle Ryūkyū a firmare i trattati ineguali che aprivano le Ryūkyū al commercio statunitense. Da là, continuò fino a Edo.
In seguito alla restaurazione Meiji, il governo giapponese Meiji abolì il Regno delle Ryūkyū, annettendo formalmente le 160 isole di cui Okinawa era quella più estesa al Giappone come prefettura di Okinawa l'11 marzo 1879. L'arcipelago Amami-Ōshima, che era stato integrata nel dominio di Satsuma, divenne parte della prefettura di Kagoshima. Re Shō Tai, l'ultimo re delle Ryūkyū, fu trasferito a Tokyo e fu nominato marchese (vedi Kazoku), come molti altri aristocratici giapponesi, e morì là nel 1901.

## Principali eventi
- 1372 Il primo inviato della dinastia Ming visita Okinawa, che era stata divisa in tre regni, durante il periodo Sanzan. Cominciano relazioni tributarie formali con la Cina imperiale[1].
- 1416 Chūzan, guidata da Shō Hashi, occupa Nakijin gusuku, capitale di Hokuzan[11].
- 1429 Chūzan occupa Shimajiri Osato gusuku, capitale di Nanzan, unificando l'Isola di Okinawa. Shō Hashi fonda il Regno delle Ryūkyū, governando come re con la capitale a Shuri (ora parte della moderna Naha)[11].
- 1470 Shō En (Kanemaru) fonda la seconda dinastia Shō[11].
- 1477 Il terzo re, Shō Shin, sale al trono[11]. Età d'oro del regno.
- 1609 (5 aprile) il daimyō di Satsuma nel Kyūshū meridionale conquista il regno. Il re delle Ryūkyū diventa un vassallo giapponese[11].
- 1624 Il signore di Satsuma annette le Isole Amami.
- 1846 Il dr. Bernard Jean Bettelheim (m. 1870), un missionario protestante britannico, arriva nel Regno delle Ryūkyū[11]. Fonda il primo ospedale straniero sull'isola presso il Tempio di Gokoku-ji a Naminoue.
- 1853 Il commodoro Matthew Perry della Marina degli Stati Uniti visita il regno[11]. Bettelheim parte con Perry.
- 1866 L'ultima missione ufficiale cinese dell'Impero Qing visita il regno.
- 1872 Il governo giapponese abolisce unilateralmente il Regno delle Ryukyu, e dichiara che le isole sono Han delle Ryukyu (feudo delle Ryukyu), con Shō Tai (尚泰?) come capo del feudo 藩王 (Han'ō?).
- 1874 L'ultimo invio di tributi alla Cina è spedito da Naha.
- 1879 Il Giappone sostituisce l'han delle Ryūkyū con la prefettura di Okinawa, annettendo formalmente le isole[11]. Re Shō Tai (尚泰?) riceve il titolo di marquis (侯爵?) ed è trasferito a Tokyo.

## Sovrani delle Ryūkyū
| Nome        | Kanji    | Regno     | Linea dinastica | Note |
| ----------- | -------- | --------- | --------------- | ---- |
| Shunten     | 舜天     | 1187–1237 | Tenson          |      |
| Shunbajunki | 舜馬順熈 | 1238–1248 | Tenson          |      |
| Gihon       | 義本     | 1249–1259 | Tenson          |      |
| Eiso        | 英祖     | 1260–1299 | Eiso            |      |
| Taisei      | 大成     | 1300–1308 | Eiso            |      |
| Eiji        | 英慈     | 1309–1313 | Eiso            |      |

| Nome              | Kanji  | Regno              | Linea dinastica                    | Note                                                                 |
| ----------------- | ------ | ------------------ | ---------------------------------- | -------------------------------------------------------------------- |
| Shō Hashi         | 尚巴志 | 1429–1439          | Prima dinastia Shō                 | Primo sovrano delle Ryūkyū                                           |
| Shō Chū           | 尚忠   | 1440–1442          | Prima dinastia Shō                 |                                                                      |
| Shō Shitatsu      | 尚思達 | 1443–1449          | Prima dinastia Shō                 |                                                                      |
| Shō Kinpuku       | 尚金福 | 1450–1453          | Prima dinastia Shō                 |                                                                      |
| Shō Taikyū        | 尚泰久 | 1454–1460          | Prima dinastia Shō                 |                                                                      |
| Shō Toku          | 尚徳   | 1461–1469          | Prima dinastia Shō                 |                                                                      |
| Shō En            | 尚円   | 1470–1476          | Seconda dinastia Shō               | noto anche come Kanamaru Uchima                                      |
| Shō Sen'i         | 尚宣威 | 1477               | Seconda dinastia Shō               |                                                                      |
| Shō Shin          | 尚真   | 1477–1526          | Seconda dinastia Shō               |                                                                      |
| Shō Sei           | 尚清   | 1527–1555          | Seconda dinastia Shō               |                                                                      |
| Shō Gen           | 尚元   | 1556–1572          | Seconda dinastia Shō               |                                                                      |
| Shō Ei            | 尚永   | 1573–1586          | Seconda dinastia Shō               |                                                                      |
| Shō Nei           | 尚寧   | 1587–1620          | Seconda dinastia Shō               | dominava durante l'invasione Satsuma; primo re subordinato a Satsuma |
| Shō Hō            | 尚豊   | 1621–1640          | Seconda dinastia Shō               |                                                                      |
| Shō Ken           | 尚賢   | 1641–1647          | Seconda dinastia Shō               |                                                                      |
| Shō Shitsu        | 尚質   | 1648–1668          | Seconda dinastia Shō               |                                                                      |
| Shō Shōken        | 向象賢 | 1666–1673          | Sessei (primo ministro)            | primo storico di Ryūkyūan; vissuto 1617–1675                         |
| Shō Tei           | 尚貞   | 1669–1709          | Seconda dinastia Shō               | noto anche come Shang Jing; vissuto 1645–1709                        |
| Shō Eki           | 尚益   | 1710–1712          | Seconda dinastia Shō               | noto anche come Shang Ben; vissuto 1678–1712                         |
| Shō Kei           | 尚敬   | 1713–1751          | Seconda dinastia Shō               | noto anche come Shang Jing; vissuto 1700–1751                        |
| Sai On            | 蔡温   | 1711–1752          | consigliere e reggente dello Stato | maggiore studioso e storico di Ryūkyūan; vissuto 1682–1761           |
| Shō Boku          | 尚穆   | 1752–1795          | Seconda dinastia Shō               | noto anche come Shang Mu; vissuto 1739–1795                          |
| Shō On            | 尚温   | 1796–1802          | Seconda dinastia Shō               | noto anche come Shang Wen; vissuto 1784–1802                         |
| Shō Sei (r. 1803) | 尚成   | 1803               | Seconda dinastia Shō               | noto anche come Shang Cheng; vissuto 1800–1803                       |
| Shō Kō            | 尚灝   | 1804–1828          | Seconda dinastia Shō               | noto anche come Shang Hao; vissuto 1787–1839                         |
| Shō Iku           | 尚育   | 1829–1847          | Seconda dinastia Shō               | noto anche come Shang Yu; vissuto 1813–1847                          |
| Shō Tai           | 尚泰   | 1848–11 marzo 1879 | Seconda dinastia Shō               | noto anche come Shang Tai; vissuto 1843–1901; ultimo re di Ryūkyū    |